# Serie A 1963 (hockey su pista)
La Serie A 1963 è stata la 40ª edizione (la 14ª a girone unico), del torneo di primo livello del campionato italiano di hockey su pista. La competizione ha avuto inizio il 18 maggio e si è conclusa il 21 settembre 1963.
Lo scudetto è stato conquistato dalla Triestina per la diciassettesima volta nella sua storia, la seconda consecutiva.

## Stagione

Renzo Zaffinetti capocannoniere del torneo.

### Novità
A prendere il testimone della Pirelli e del Treviso retrocesse in Serie B vi furono, vincendo il campionato cadetto, il Bassano e la Pro Follonica. Al torneo parteciparono: Amatori Modena, Candy Monza (da questa stagione per la squadra brianzola ci fu l'abbinamento con la Candy, storica società industriale monzese, assumendo il nome di H.C. Candy Monza), DLF Trieste, Lazio, Lodi, Marzotto Valdagno, Novara, Triestina e appunto il Bassano e la Pro Follonica.

### Formula
La formula del campionato fu la stessa della stagione precedente; la manifestazione fu organizzata con un girone all'italiana, con gare di andata e ritorno per un totale di 18 giornate: erano assegnati 2 punti per l'incontro vinto e un punto a testa per l'incontro pareggiato, mentre non ne era attribuito alcuno per la sconfitta. Al termine del campionato la prima squadra classificata venne proclamata campione d'Italia mentre la nona e la decima classificata retrocedettero in Serie B.

### Avvenimenti
Il campionato iniziò il 18 maggio e si concluse il 21 settembre 1963. In questa stagione fecero il loro esordio in massima serie il Bassano e il Follonica (con la denominazione Pro Follonica); entrambe le squadre furono fondate nella metà degli anni '50 e rapidamente riuscirono a guadagnare la massima categoria del campionato. I due club, pur tra alterne fortune, sono stati e sono tuttora protagonisti nel panorama nazionale hockeystico vincendo svariati scudetti e coppe internazionali. La stagione del 1963 vide svilupparsi un torneo molto equilibrato senza nessuna squadra come dominatrice del campionato. La Triestina si portò in testa al torneo già alla terza giornata ma venne ripresa subito dalle rivali complice la sconfitta patita a Monza contro gli eterni rivali della Candy. Al sesto turno fu il Marzotto a cercare di andare in fuga ma anche in questo caso fu subito ripreso dalle altre contendenti. Successivamente fu la volta del Monza che prese la testa della classifica in solitaria alla nona giornata e la mantenne per quattro turni; fu la sconfitta patita a Trieste contro la Triestina, che si vendicò della sconfitta della gara di andata, che tolse ai brianzoli il primato. Fu proprio la Triestina alla penultima giornata a riportarsi in vetta del torneo vincendo in casa contro il Novara e a riuscire a conquistare il suo diciassettesimo titolo nella trasferta di Roma contro la Lazio vincendo la sfida per 2 a 1; retrocedettero in serie B la Lazio e la Pro Follonica. Renzo Zaffinetti del Novara segnando 37 reti vinse per la seconda volta la classifica dei cannonieri.

## Squadre partecipanti
| Club              | Stag.    | Città                   | Impianto                  | Stagione precedente              |
| ----------------- | -------- | ----------------------- | ------------------------- | -------------------------------- |
| Amatori Modena    | dettagli | Modena                  | Pista del Rifugio Verde   | 2º in Serie A                    |
| Bassano           | dettagli | Bassano del Grappa (VI) | ?                         | In Serie B, promosso             |
| DLF Trieste       | dettagli | Trieste                 | Pista di viale Miramare   | 6º in Serie A                    |
| Lazio             | dettagli | Roma                    | ?                         | 8º in Serie A                    |
| Lodi              | dettagli | Lodi (MI)               | Pista Revellino           | 3º in Serie A                    |
| Marzotto Valdagno | dettagli | Valdagno (VI)           | Pista Cavalchina          | 7º in Serie A                    |
| Candy Monza       | dettagli | Monza (MI)              | Pista di via Boccaccio    | 5º in Serie A                    |
| Novara            | dettagli | Novara                  | Pista in viale Buonarroti | 4º in Serie A                    |
| Pro Follonica     | dettagli | Follonica (GR)          | Pista dei Pini            | In Serie B, promosso             |
| Triestina         | dettagli | Trieste                 | Pista di Viale Miramare   | 1º in Serie A, campione d'Italia |

### Allenatori e primatisti
| Squadra           | Allenatore      | Cannoniere             |
| ----------------- | --------------- | ---------------------- |
| Amatori Modena    |                 | Claudio Brezigar (19)  |
| Bassano           | Giuseppe Graser | Silvano Soffia (14)    |
| DLF Trieste       |                 | Gregori (26)           |
| Lazio             |                 | Rautnich (26)          |
| Lodi              |                 | Aldo Gelmini (32)      |
| Marzotto Valdagno |                 | Luigi De Gerone (35)   |
| Candy Monza       |                 | Cesare Bosisio (29)    |
| Novara            | Sergio Nanotti  | Renzo Zaffinetti (37)  |
| Pro Follonica     |                 | Bennati (18)           |
| Triestina         | Mario Cergol    | Romano Martellani (25) |

## Classifica finale
|  | Pos. | Squadra           | Pt | G  | V  | N | P  | GF | GS  | DR  |
|  | ---- | ----------------- | -- | -- | -- | - | -- | -- | --- | --- |
|  | 1.   | Triestina         | 29 | 18 | 14 | 1 | 3  | 69 | 38  | +31 |
|  | 2.   | Candy Monza       | 27 | 18 | 13 | 1 | 4  | 95 | 37  | +58 |
|  | 3.   | Amatori Modena    | 27 | 18 | 13 | 1 | 4  | 72 | 33  | +39 |
|  | 4.   | Marzotto Valdagno | 22 | 18 | 10 | 2 | 6  | 56 | 53  | +3  |
|  | 5.   | Novara            | 20 | 18 | 8  | 4 | 6  | 98 | 54  | +44 |
|  | 6.   | Lodi              | 19 | 18 | 8  | 3 | 7  | 67 | 66  | +1  |
|  | 7.   | DLF Trieste       | 15 | 18 | 7  | 1 | 10 | 76 | 78  | -2  |
|  | 8.   | Bassano           | 8  | 18 | 3  | 2 | 13 | 30 | 91  | -61 |
|  | 9.   | Lazio             | 7  | 18 | 2  | 3 | 13 | 58 | 87  | -29 |
|  | 10.  | Pro Follonica     | 6  | 18 | 2  | 2 | 14 | 42 | 126 | -84 |

Legenda:
      Campione d'Italia.
      Retrocessa in Serie B.
Note:
Due punti a vittoria, uno a pareggio, zero a sconfitta.

## Risultati

### Tabellone
| 1963              | AmMo | Bass | DlfT | Lazi | Lodi | MarV | Monz | Nova | ProF | Trie |
| ----------------- | ---- | ---- | ---- | ---- | ---- | ---- | ---- | ---- | ---- | ---- |
| Amatori Modena    | –––– | 4-1  | 5-2  | 6-3  | 7-2  | 9-0  | 2-0  | 1-1  | 6-0  | 2-3  |
| Bassano           | 2-9  | –––– | 1-2  | 6-5  | 1-0  | 2-4  | 1-8  | 1-14 | 3-1  | 2-2  |
| DLF Trieste       | 7-0  | 4-4  | –––– | 7-4  | 2-6  | 1-3  | 1-2  | 7-4  | 11-2 | 2-3  |
| Lazio             | 1-5  | 6-1  | 3-8  | –––– | 6-7  | 3-3  | 2-6  | 2-2  | 3-2  | 1-2  |
| Lodi              | 0-2  | 4-2  | 7-2  | 3-3  | –––– | 2-3  | 5-2  | 6-5  | 9-3  | 2-1  |
| Marzotto Valdagno | 1-3  | 3-1  | 7-6  | 2-1  | 3-1  | –––– | 3-3  | 3-2  | 10-2 | 1-3  |
| Monza             | 5-2  | 11-2 | 9-0  | 5-1  | 5-0  | 7-3  | –––– | 7-5  | 9-2  | 3-1  |
| Novara            | 1-3  | 9-0  | 7-3  | 9-4  | 3-3  | 3-2  | 4-3  | –––– | 18-0 | 7-0  |
| Pro Follonica     | 2-5  | 2-0  | 3-8  | 7-6  | 6-6  | 2-5  | 2-10 | 2-2  | –––– | 4-7  |
| Triestina         | 2-1  | 3-0  | 8-3  | 6-4  | 10-4 | 2-0  | 1-0  | 7-2  | 8-0  | –––– |

### Calendario
| Andata (1ª) | Andata (1ª) | Prima giornata          | Ritorno (10ª) | Ritorno (10ª) |
|             |             |                         |               |               |
| 18 mag.     | 4-1         | Amatori Modena-Bassano  | 9-2           | 20 lug.       |
| 18 mag.     | 2-1         | Marzotto Valdagno-Lazio | 3-3           | 20 lug.       |
| 18 mag.     | 9-0         | Monza-DLF Trieste       | 2-1           | 20 lug.       |
| 18 mag.     | 18-0        | Novara-Pro Follonica    | 2-2           | 20 lug.       |
| 18 mag.     | 10-4        | Triestina-Lodi          | 1-2           | 20 lug.       |

| Andata (2ª) | Andata (2ª) | Seconda giornata          | Ritorno (11ª) | Ritorno (11ª) |
|             |             |                           |               |               |
| 25 mag.     | 2-4         | Bassano-Marzotto Valdagno | 1-3           | 27 lug.       |
| 25 mag.     | 2-3         | DLF Trieste-Triestina     | 3-8           | 27 lug.       |
| 25 mag.     | 2-2         | Lazio-Novara              | 4-9           | 27 lug.       |
| 25 mag.     | 9-3         | Lodi-Pro Follonica        | 6-6           | 27 lug.       |
| 25 mag.     | 5-2         | Monza-Amatori Modena      | 0-2           | 27 lug.       |

| Andata (3ª) | Andata (3ª) | Terza giornata          | Ritorno (12ª) | Ritorno (12ª) |
|             |             |                         |               |               |
| 1º giu.     | 7-2         | Amatori Modena-Lodi     | 2-0           | 3 ago.        |
| 1º giu.     | 3-3         | Marzotto Valdagno-Monza | 3-7           | 3 ago.        |
| 1º giu.     | 7-3         | Novara-DLF Trieste      | 4-7           | 3 ago.        |
| 1º giu.     | 7-6         | Pro Follonica-Lazio     | 2-3           | 3 ago.        |
| 1º giu.     | 3-0         | Triestina-Bassano       | 2-2           | 3 ago.        |

| Andata (4ª) | Andata (4ª) | Quarta giornata           | Ritorno (13ª) | Ritorno (13ª) |
|             |             |                           |               |               |
| 8 giu.      | 6-3         | Amatori Modena-Lazio      | 5-1           | 10 ago.       |
| 8 giu.      | 1-14        | Bassano-Novara            | 0-9           | 10 ago.       |
| 8 giu.      | 11-2        | DLF Trieste-Pro Follonica | 8-3           | 10 ago.       |
| 8 giu.      | 2-3         | Lodi-Marzotto Valdagno    | 1-3           | 10 ago.       |
| 8 giu.      | 3-1         | Monza-Triestina           | 0-1           | 10 ago.       |

| Andata (5ª) | Andata (5ª) | Quinta giornata                 | Ritorno (14ª) | Ritorno (14ª) |
|             |             |                                 |               |               |
| 15 giu.     | 3-8         | Lazio-DLF Trieste               | 4-7           | 24 ago.       |
| 15 giu.     | 4-2         | Lodi-Bassano                    | 0-1           | 24 ago.       |
| 15 giu.     | 4-3         | Novara-Monza                    | 5-7           | 24 ago.       |
| 15 giu.     | 2-5         | Pro Follonica-Marzotto Valdagno | 2-10          | 24 ago.       |
| 15 giu.     | 2-1         | Triestina-Amatori Modena        | 3-2           | 24 ago.       |

| Andata (6ª) | Andata (6ª) | Sesta giornata             | Ritorno (15ª) | Ritorno (15ª) |
|             |             |                            |               |               |
| 22 giu.     | 1-8         | Bassano-Monza              | 2-11          | 31 ago.       |
| 22 giu.     | 7-0         | DLF Trieste-Amatori Modena | 2-5           | 31 ago.       |
| 22 giu.     | 6-7         | Lazio-Lodi                 | 3-3           | 31 ago.       |
| 22 giu.     | 3-2         | Marzotto Valdagno-Novara   | 2-3           | 31 ago.       |
| 22 giu.     | 4-7         | Pro Follonica-Triestina    | 0-8           | 31 ago.       |

| Andata (7ª) | Andata (7ª) | Settima giornata            | Ritorno (16ª) | Ritorno (16ª) |
|             |             |                             |               |               |
| 29 giu.     | 1-1         | Amatori Modena-Novara       | 3-1           | 7 set.        |
| 29 giu.     | 3-1         | Bassano-Pro Follonica       | 0-2           | 7 set.        |
| 29 giu.     | 7-2         | Lodi-DLF Trieste            | 6-2           | 7 set.        |
| 29 giu.     | 5-1         | Monza-Lazio                 | 6-2           | 7 set.        |
| 29 giu.     | 2-0         | Triestina-Marzotto Valdagno | 3-1           | 7 set.        |

| Andata (8ª) | Andata (8ª) | Ottava giornata               | Ritorno (17ª) | Ritorno (17ª) |
|             |             |                               |               |               |
| 6 lug.      | 5-0         | Monza-Lodi                    | 2-5           | 14 set.       |
| 6 lug.      | 1-3         | DLF Trieste-Marzotto Valdagno | 6-7           | 14 set.       |
| 6 lug.      | 6-1         | Lazio-Bassano                 | 5-6           | 14 set.       |
| 6 lug.      | 7-0         | Novara-Triestina              | 2-7           | 14 set.       |
| 6 lug.      | 2-5         | Pro Follonica-Amatori Modena  | 0-6           | 14 set.       |

| \| Andata (9ª) \| Andata (9ª) \| Nona giornata \| Ritorno (18ª) \| Ritorno (18ª) \| \| \| \| \| \| \| \| 13 lug. \| 1-2 \| Bassano-DLF Trieste \| 4-4 \| 21 set. \| \| 13 lug. \| 6-5 \| Lodi-Novara \| 3-3 \| 21 set. \| \| 13 lug. \| 1-3 \| Marzotto Valdagno-Amatori Modena \| 0-9 \| 21 set. \| \| 13 lug. \| 2-10 \| Pro Follonica-Monza \| 2-9 \| 21 set. \| \| 13 lug. \| 6-4 \| Triestina-Lazio \| 2-1 \| 21 set. \| |             |                                  |               |               |
| Andata (9ª) | Andata (9ª) | Nona giornata                    | Ritorno (18ª) | Ritorno (18ª) |
| |             |                                  |               |               |
| 13 lug. | 1-2         | Bassano-DLF Trieste              | 4-4           | 21 set.       |
| 13 lug. | 6-5         | Lodi-Novara                      | 3-3           | 21 set.       |
| 13 lug. | 1-3         | Marzotto Valdagno-Amatori Modena | 0-9           | 21 set.       |
| 13 lug. | 2-10        | Pro Follonica-Monza              | 2-9           | 21 set.       |
| 13 lug. | 6-4         | Triestina-Lazio                  | 2-1           | 21 set.       |

## Verdetti
| Verdetto               | Club                   |
| ---------------------- | ---------------------- |
| Campione d'Italia 1963 | Triestina (17º titolo) |
| Retrocesse in Serie B  | Lazio Pro Follonica    |

### Squadra campione
| N° | Naz.              | Ruolo | Sportivo          |  |  |  |
| -- | ----------------- | ----- | ----------------- |  |  |  |
| ?  | Italia (bandiera) | E     | Franco Cervo      |  |  |  |
| ?  | Italia (bandiera) | E     | Fabris            |  |  |  |
| ?  | Italia (bandiera) | P     | Enzo Mari         |  |  |  |
| ?  | Italia (bandiera) | E     | Romano Martellani |  |  |  |
| ?  | Italia (bandiera) | E     | Flavio Perok      |  |  |  |
| ?  | Italia (bandiera) | E     | Roberto Pockay    |  |  |  |
| ?  | Italia (bandiera) | E     | Giuseppe Prinz    |  |  |  |
| ?  | Italia (bandiera) | P     | Rupeno            |  |  |  |
| ?  | Italia (bandiera) | E     | Claudio Russo     |  |  |  |

- Allenatore:  Mario Cergol

## Statistiche del torneo

### Capoliste solitarie
|    | —— | ——   | —— | —— | ——   | ——   | —— | ——    | ——    | ——    | ——    | ——  | ——  | ——  | ——  | ——   | ——   | —— |  |
|    |    | Tri. |    |    | Val. | Tri. |    | Monza | Monza | Monza | Monza |     |     |     |     | Tri. | Tri. |    |  |
|    |    |      |    |    |      |      |    |       |       |       |       |     |     |     |     |      |      |    |  |
|    |    |      |    |    |      |      |    |       |       |       |       |     |     |     |     |      |      |    |  |
| 1ª | 2ª | 3ª   | 4ª | 5ª | 6ª   | 7ª   | 8ª | 9ª    | 10ª   | 11ª   | 12ª   | 13ª | 14ª | 15ª | 16ª | 17ª  | 18ª  |    |  |

### Classifica in divenire
|                   | 1ª | 2ª | 3ª | 4ª | 5ª | 6ª | 7ª | 8ª | 9ª | 10ª | 11ª | 12ª | 13ª | 14ª | 15ª | 16ª | 17ª | 18ª |
| ----------------- | -- | -- | -- | -- | -- | -- | -- | -- | -- | --- | --- | --- | --- | --- | --- | --- | --- | --- |
| Amatori Modena    | 2  | 2  | 4  | 6  | 6  | 6  | 7  | 9  | 11 | 13  | 15  | 17  | 19  | 19  | 21  | 23  | 25  | 27  |
| Bassano           | 0  | 0  | 0  | 0  | 0  | 0  | 2  | 2  | 2  | 2   | 2   | 3   | 3   | 5   | 5   | 5   | 7   | 8   |
| DLF Trieste       | 0  | 0  | 0  | 2  | 4  | 6  | 6  | 6  | 8  | 8   | 8   | 10  | 12  | 14  | 14  | 14  | 14  | 15  |
| Lazio             | 0  | 1  | 1  | 1  | 1  | 1  | 1  | 3  | 3  | 4   | 4   | 6   | 6   | 6   | 7   | 7   | 7   | 7   |
| Lodi              | 0  | 2  | 2  | 2  | 4  | 6  | 8  | 8  | 10 | 12  | 13  | 13  | 13  | 13  | 14  | 16  | 18  | 19  |
| Marzotto Valdagno | 2  | 4  | 5  | 7  | 9  | 11 | 11 | 13 | 13 | 14  | 16  | 16  | 18  | 20  | 20  | 20  | 22  | 22  |
| Candy Monza       | 2  | 4  | 5  | 7  | 7  | 9  | 11 | 13 | 15 | 17  | 17  | 19  | 19  | 21  | 23  | 25  | 25  | 27  |
| Novara            | 2  | 3  | 5  | 7  | 9  | 9  | 10 | 12 | 12 | 13  | 15  | 15  | 17  | 17  | 19  | 19  | 19  | 20  |
| Pro Follonica     | 0  | 0  | 2  | 2  | 2  | 2  | 2  | 2  | 2  | 3   | 4   | 4   | 4   | 4   | 4   | 6   | 6   | 6   |
| Triestina         | 2  | 4  | 6  | 6  | 8  | 10 | 12 | 12 | 14 | 14  | 16  | 17  | 19  | 21  | 23  | 25  | 27  | 29  |

### Record squadre
- Maggior numero di vittorie: Triestina (14)
- Minor numero di vittorie: Lazio e Pro Follonica (2)
- Maggior numero di pareggi: Novara (4)
- Minor numero di pareggi: Amatori Modena, Candy Monza, DLF Trieste e Triestina (1)
- Maggior numero di sconfitte: Pro Follonica (14)
- Minor numero di sconfitte: Triestina (3)
- Miglior attacco: Novara (98 reti realizzate)
- Peggior attacco: Bassano (30 reti realizzate)
- Miglior difesa: Amatori Modena (33 reti subite)
- Peggior difesa: Pro Follonica (126 reti subite)
- Miglior differenza reti: Candy Monza (+58)
- Peggior differenza reti: Pro Follonica (-84)

### Classifica cannonieri
| Gol |  |  | Giocatore           | Squadra           |
| --- |  |  | ------------------- | ----------------- |
| 37  |  |  | Renzo Zaffinetti    | Novara            |
| 35  |  |  | Luigi De Gerone     | Marzotto Valdagno |
| 32  |  |  | Aldo Gelmini        | Lodi              |
| 29  |  |  | Cesare Bosisio      | Candy Monza       |
| 28  |  |  | Gualtiero Bortolini | Candy Monza       |
| 26  |  |  | Giuseppe Pessina    | Candy Monza       |
| 26  |  |  | Gregori             | DLF Trieste       |
| 26  |  |  | Rautnich            | Lazio             |
| 25  |  |  | Romano Martellani   | Triestina         |
| 24  |  |  | Armando Spessot     | DLF Trieste       |

### Libri
- La Gazzetta dello Sport, Annuario dello Sport 1964, Milano, Edizioni S.E.S.S., risultati e classifica finale della stagione 1963, conservato dalla Biblioteca comunale centrale di Milano, deposito di via Quaranta.
- Gianfranco Capra e Mario Scendrate, Hockey su pista in Italia e nel mondo, Novara, Casa Editrice S.E.N., settembre 1984.

### Giornali
- La Gazzetta dello Sport, conservata microfilmato presso.
  - Biblioteca Nazionale Braidense di Milano, presso MediaTeca Santa Teresa, via Moscova 28 a Milano;
  - Biblioteca Nazionale Centrale di Firenze;
  - Biblioteca Nazionale Centrale di Roma;
  - Biblioteca Civica Berio di Genova;
  - e presso Emeroteca del C.O.N.I. di Roma (non è online ma è da consultare in sede).
- Il Cittadino di Monza e Brianza, che ha sempre pubblicato i risultati nell'edizione del giovedì. Giornale conservato microfilmato presso la Biblioteca Nazionale Braidense di Milano (presso emeroteca Santa Teresa in via Moscova 28) e la Biblioteca Comunale di Monza.